# Charlotte de Valois
Charlotte de Valois, född 1446, död 1477, var en fransk adelskvinna, utomäktenskaplig dotter till kung Karl VII av Frankrike och Agnès Sorel.
Hennes mor avled 1450, och hon uppfostrades av sin fars hustru drottning Marie av Anjou, som uppges ha varit förtjust i henne trots att hon var dotter till makens älskarinna. År 1462 gifte hon sig med Jacques de Brézé, seneschal av Normandie och greve de Maulévrier. Deras son Louis de Brézé kom senare att gifta sig med Diane de Poitiers. 
Hon blev mördad av sin make som stack ned henne med svärd när han upptäckte henne i säng med en av hans jägare, Pierre de Lavergne. 